# Akira Toriyama

Akira Toriyama, Wandgemälde in Lima, Peru (2024)

Akira Toriyama (jap. 鳥山 明, Toriyama Akira; * 5. April 1955 in Nagoya in der Präfektur Aichi; † 1. März 2024) war ein japanischer Mangaka, Charakterdesigner und Drehbuchautor. Weltweit bekannt wurde er vor allem als Autor der Manga-Reihe Dragon Ball.

## Leben
Geboren in der Präfektur Aichi auf Honshū, der größten japanischen Insel, war Akira Toriyama bereits als Kind begeisterter Comic- und Zeichentrickfan. Mit Walt Disneys 101 Dalmatiner kam die Initialzündung, selbst den Stift in die Hand zu nehmen und die ersten eigenen Zeichnungen zu Papier zu bringen.
Toriyama schloss seine Ausbildung 1974 an der Präfekturalen Kaufmannsschule in der Abteilung für Design ab und begann im selben Jahr bis 1977 als Designer für eine Design-Firma in der Werbung zu arbeiten. Im darauffolgenden Jahr nahm er am monatlichen „Young-Jump-Preis“ des Shukan Shonen Jump teil und gab sein Debüt als Zeichner mit Wonder Island, einer wundersamen Abenteuergeschichte um einen Höhlenmenschen, eine Hexe und einen König, die im Weekly Shonen Jump veröffentlicht wurde.
1979 begann seine Arbeit an der Manga-Serie Dr. Slump, die im selben Magazin mit großem Erfolg erschien. Die hierfür im Jahr 1982 erhaltene Auszeichnung mit dem 27. Shōgakukan-Manga-Preis in der Kategorie Shōnen kennzeichnete Toriyamas Durchbruch als Manga-Zeichner in Japan. Sein größter Erfolg ist die in den Jahren 1984 bis 1995 erschienene und 42 Bände umfassende Manga-Reihe Dragon Ball. Es war gleichzeitig das erste japanische Manga, das in Europa ein größeres Publikum erreichte. Die Reihe steht mit 152 Millionen allein in Japan verkauften Exemplaren (Stand 2010) auf Platz 2 der erfolgreichsten Manga-Serien der Geschichte.
1983 gründete Toriyama sein eigenes Zeichenstudio Bird Studio und wirkte bei der grafischen Gestaltung von Charakteren in Videospielen mit, darunter die Dragon-Quest-Reihe und das 1995 erschienene Square-Rollenspiel Chrono Trigger. Von ihm stammt auch das eigenwillige Design des Autos QVOLT, das der japanische Hersteller CQ Motors im März 2005 in den Handel brachte.
Im März 2004 war Toriyama Ehrengast auf der Leipziger Buchmesse und gab neben einem Interview auch einen einstündigen Zeichenworkshop unter dem Titel How to Draw.
Im Januar 2007 erschien in Shonen Jump „Dragonball x One Piece: Cross Epoch“, eine neue Kurzgeschichte in Zusammenarbeit mit Eiichirō Oda, dem Zeichner von One Piece.
Am 24. August 2007 erschien in Europa das Videospiel Blue Dragon von Mistwalker, an dessen grafischer Gestaltung er erneut mitgearbeitet hatte.
2013 erhielt er beim Festival International de la Bande Dessinée d’Angoulême den Sonderpreis.
2017 wurde durch die als „Panama Papers“ genannten Veröffentlichungen bekannt, dass Toriyama mit einer Offshore-Firma an Geschäften mit Steuerabschreibungsobjekten beteiligt war. Im Jahr 2000 war er einer von mehreren Investoren einer US-Immobiliengesellschaft, deren Buchhaltungsmethoden später als nicht konform mit den US-Bundesvorschriften befunden wurden, so die japanische Nachrichtenagentur Kyodo. Er selbst äußerte sich nicht zu der Investition.
Toriyama starb am 1. März 2024 im Alter von 68 Jahren infolge eines akuten Subduralhämatoms. Sein Tod wurde erst einige Tage nach seiner Beerdigung bekanntgegeben.
Nach seinem Tod wurden Statements von dem französischen Staatspräsidenten Emmanuel Macron und der chinesischen Botschaft veröffentlicht, die sich auf Toriyama bezogen. Auch im Stadion von Paris Saint-Germain und auf Fußballspielen der Welt wurden von den Fans Choreographien zu Figuren von Toriyama gezeigt. In Peru wurde Toriyama durch ein riesiges Wandgemälde gedacht.

## Familie
Toriyama heiratete 1983 die Manga-Zeichnerin Yoshimi Katō (加藤由美 Katō Yoshimi, Pseudonym Nachi Mikami みかみなち Mikami Nachi). Das Paar hat zwei Kinder.

## Werke

### Manga
| Name                                            | Japanisch                                                                           | Entstehungsjahr | Anmerkungen |
| ----------------------------------------------- | ----------------------------------------------------------------------------------- | --------------- | --- |
| Awawa World                                     | あわわワールド Awawa Wārudo                                                         | 1977            | unveröffentlichter Beitrag für den Monthly Young Jump-Award, abgedruckt in Toriyama’s Fan Club Newsletter, Bird Land Press # 5 & 6 1983                                                  |
| Nazo no Rain Jack                               | 謎のレインジャック Nazo no Reinji Jakku                                             | 1978            | unveröffentlichter Beitrag für den Monthly Young Jump-Award, abgedruckt in Toriyama’s Fan Club Newsletter, Bird Land Press # 3 & 4 1982                                                  |
| Wonder Island                                   | ワンダー・アイランド Wandā Airando                                                  | 1978–1979       | 2 One-shots in Weekly Shōnen Jump |
| Honjitsu no Hairaito-tō                         | 本日のハイライ島 Honjitsu no Hairaito-tō                                            | 1979            | One-shot in Weekly Shōnen Jump |
| Gal Keiji Tomato                                | ギャル刑事トマト 'Gal Keiji Tomato                                                  | 1979            | One-shot in Weekly Shōnen Jump |
| Dr. Slump                                       | Dr. スランプ Dr. Suranpu                                                            | 1980–1984       | 18 Tankōbon, 1990 wiederveröffentlicht in 9 aizoban, 1995 in 9 bunkoban und 2006 in 15 kanzenban                                                                                         |
| Pola & Roid                                     | k. A.                                                                               | 1981            | One-shot in Weekly Shōnen Jump |
| Escape                                          | k. A.                                                                               | 1981            | One-shot in Weekly Shōnen Jump |
| Mad Matic                                       | k. A.                                                                               | 1982            | One-shot in Weekly Shōnen Jump |
| Pink                                            | k. A.                                                                               | 1982            | One-shot in Fresh Jump |
| Toriyama Akira no Hetappi Manga Kenkyūjo        | 鳥山明のヘタッピマンガ研究所 Toriyama Akira no Hetappi Manga Kenkyūjo               | 1982–1984       | 1 Tankōbon, ein Zeichenkurs in Zusammenarbeit mit Akira Sakuma |
| Chobit                                          | k. A.                                                                               | 1983            | 2 One-shots in Weekly Shōnen Jump & Fresh Jump |
| Dragon Boy                                      | 騎竜少年ドラゴンボーイ Kiryō Shōnen Doragonbōi                                      | 1983            | 2 One-shots in Fresh Jump |
| Tongpoo no Daibōken                             | トンプー大冒険 Tongpoo no Daibōken                                                  | 1983            | One-shot in Weekly Shōnen Jump |
| Akira Toriyama’s Manga Theater Vol.1            | k. A.                                                                               | 1983            | 1 Tankōbon |
| Dragon Ball                                     | ドラゴンボール Doragonbōru                                                          | 1984–1995       | 42 Tankōbon, 2002 wiederveröffentlicht in 34 kanzenban mit abgeändertem Ende |
| Mr. Ho                                          | Mr.ホー Mr. Hō                                                                      | 1986            | One-shot in Weekly Shōnen Jump |
| Lady Red                                        | k. A.                                                                               | 1987            | One-shot in Super Jump |
| Kennosuke-sama                                  | 剣之介さま Kennosuke-sama                                                           | 1987            | One-shot in Weekly Shōnen Jump |
| Sonchoh                                         | k. A.                                                                               | 1987            | One-shot in Weekly Shōnen Jump |
| Mamejirō-kun                                    | 豆次郎くん Mamejirō-kun                                                             | 1988            | One-shot in Weekly Shōnen Jump |
| Akira Toriyama’s Manga Theater Vol.2            | k. A.                                                                               | 1988            | 1 tankōbon |
| Karamaru-kun Nihonbare                          | 空丸くん日本晴れ Karamaru-kun Nihonbare                                             | 1989            | One-shot in Weekly Shōnen Jump |
| Rocky                                           | k. A.                                                                               | 1989            | One-shot in Dōjinshi Neko Jū Jisha to Sono Yūjin-tachi (猫十字社の同人誌), eine Sammlung von Arbeiten verschiedener Künstler                                                             |
| Wolf                                            | k. A.                                                                               | 1990            | One-shot, veröffentlicht im Art Book Akira Toriyama: The World |
| Cashman – Saving Soldier                        | 貯金戦士 CASHMAN Chokin Senshi CASHMAN                                              | 1990–1991       | 3 One-shots in V Jump, 1 tankōbon in 1998 |
| Dub & Peter 1                                   | k. A.                                                                               | 1992–1993       | 4 One-shots in V Jump |
| Go! Go! Ackman                                  | ゴーゴーアックマン Gō Gō Akkuman                                                    | 1993–1994       | 11 One-shots in V Jump |
| Uchūjin Peke                                    | 宇宙人ペケ Uchūjin Peke                                                             | 1996            | One-shot in Weekly Shōnen Jump |
| Tokimecha                                       | k. A.                                                                               | 1997            | One-shot in Weekly Shōnen Jump |
| Majinmura no BUBUL                              | 魔人村のBUBUL Majinmura no BUBUL                                                    | 1997            | One-shot in Weekly Shōnen Jump |
| Akira Toriyama’s Manga Theater Vol. 3           | k. A.                                                                               | 1997            | 1 Tankōbon |
| Cowa!                                           | こわ! Kowa!                                                                         | 1997–1998       | 1 Tankōbon |
| Kajika                                          | カジカ Kajika                                                                       | 1998            | 1 Tankōbon |
| Haigyō no Mahimahi                              | ハイギョのマヒマヒ Haigyō no Mahimahi'                                              | 1999            | One-shot in Weekly Shōnen Jump |
| Neko Majin                                      | ネコマジン Neko Majin                                                               | 1999–2005       | 8 One-shots in Weekly Shōnen Jump & Monthly Shōnen Jump, 1 tankōbon/kanzenban |
| Hyowtam                                         | ヒョータム Hyōtamu                                                                  | 2000            | One-shot vollständig digital gezeichnet für die E-Jump, eine Spezialausgabe der Weekly Shōnen Jump mit Schwerpunkt auf Elektronik                                                        |
| Sand Land                                       | サンドランド Sando Rando                                                            | 2000            | 1 Tankōbon |
| Kochira Namekku-sei Dragon Kōen-mae Hashutsujo  | こちらナメック星ドラゴン公園前派出所 Kochira Namekku-sei Dragon Kōen-mae Hashutsujo | 2006            | 1 Kapitel von Super Kochikame (超こち亀 Chō Kochikame), Kochira Katsushika-ku Kameari-kōen Mae Hashutsujo und Dragon Ball Crossover mit Osamu Akimoto für das 30. Jubiläum von Kochikame |
| Cross Epoch                                     | k. A.                                                                               | 2006            | One-shot in Weekly Shōnen Jump, ein Dragon Ball und One Piece Crossover, in Zusammenarbeit mit Eiichirō Oda                                                                              |
| Dr. Mashirito – Abale-chan                      | Dr. MASHIRITO ABALE ちゃん Dr. MASHIRITO ABALE-chan                                 | 2007            | One-shot in Monthly Shōnen Jump |
| Sachie-chan Gū!!                                | さちえちゃんグー!! Sachie-chan Gū!!                                                 | 2008            | One-shot in Jump SQ, gezeichnet von Masakazu Katsura |
| Oishii Shima no Ū-sama                          | おいしい島のウーさま Oishii Shima no Ū-sama                                         | 2009            | One-shot in der Broschüre Saishū Senryaku Biosphere (最終戦略 バイオスフィア) für das 2030 Magazine                                                                                      |
| Jiya                                            | JIYA -ジヤ- JIYA -Jiya-                                                             | 2009–2010       | 3 Kapitel in Weekly Young Jump, gezeichnet von Masakazu Katsura |
| Kintoki                                         | KINTOKI-金目族のトキ- KINTOKI-Kaneme no Toki                                        | 2010            | One-shot in Weekly Shōnen Jump |
| Jaco the Galactic Patrolman (Ginga Patrol Jaco) | 銀河パトロール ジャコ Ginga Patorōru Jako                                           | 2013            | One-shot in Weekly Shōnen Jump, 1 Tankōbon; Beitrag zum 45. Jubiläum der Weekly Shōnen Jump                                                                                              |
| Dragon Ball Super                               | ドラゴンボール超 Doragon Bōru Sūpā                                                  | Seit 2015       | Toriyama gibt lediglich die zentralen Punkte der Handlung vor, während Toyotarō die Zeichnungen beisteuert und die Lücken zwischen den vorgegebenen Handlungspunkten füllt.              |

### Anime
- Dr. Slump (1981–1986)
- Dragonball/Dragonball Z (1986–1996)
- New Dr. Slump (1997–1999)
- Blue Dragon (2007–2008) (Charakter-Design)
- Dragon Ball Z Kai (2009–2011, 2014–2015)
- Dragon Ball Super (2015–2018)
- Sand Land (2023)

### Videospiele (Charakter-Design)
- Dragon-Quest-Reihe: Rollenspiel-Serie, entwickelt von Square Enix. Erschienen auf Nintendos Famicom/NES, Super Famicom/SNES, Game Boy Color, Game Boy Advance, Nintendo DS, Sonys PlayStation, PlayStation 2 und Nintendos Wii.
- Dragon-Quest-Monsters-Reihe: Rollenspiel-Serie entwickelt von Square Enix. Erschienen auf Nintendos Game Boy, Game Boy Color, Game Boy Advance, Nintendo DS und Sonys PlayStation.
- Chrono Trigger: Rollenspiel entwickelt von Square (jetzt Square Enix) für Nintendos SNES. Es wurde wiederveröffentlicht mit einigen Ergänzungen für Sonys PlayStation und den Nintendo DS.
- Tobal: Zwei Beat ’em Ups (Tobal No. 1 und Tobal 2) für Sonys PlayStation, entwickelt von DreamFactory.
- Blue Dragon: Rollenspiel für Microsofts Xbox 360 entwickelt von Mistwalker für Artoon, basierend auf einem Design von Final-Fantasy-Erfinder Hironobu Sakaguchi.
- Jump Force: Beat ’em Up für Xbox One, PlayStation 4, Nintendo Switch und Steam, von Toriyama stammen einige Original-Charaktere.[22]